# Чуман (село)
Чуман — упразднённое село в Карасукском районе Новосибирской области. Располагалось на территории современного Хорошинского сельсовета. Упразднено в 1984 году.

## География
Располагалось в 15 км к юго-западу от села Хорошее на правом берегу реки Чуман.

## История
Основано в 1800 г. В 1928 году деревня Чуман состояла из 109 хозяйств. В составе Чуманского сельсовета Ново-Алексеевского района Славгородского округа Сибирского края.

## Население
По переписи 1926 г. в деревне проживало 566 человек (279 мужчин и 287 женщин), основное население — русские.